# Mörksugga
| Mörksugga |
| --- |
| Teckning av en mörksugga, som i regel är svart. - Betydelse – varelse i nordisk folktro - Bakgrund – Dalarna, 1920-talet - Förekomst – Verner Molins målningar; södra Siljansbygden, rondell i Avesta |

En mörksugga är en mytologisk varelse från Dalarna som bland annat använts för att skrämma barn. Mörksuggan förekommer ofta i rättviksbördige konstnären Verner Molins målningar och har på senare år blivit en lokal symbol för delar av södra Dalarna. Figuren kan även ha skyddande krafter.

## Historia

### Bakgrund
Mörksuggan har länge funnits i lokal tradition. Uppteckningar under ordet Mörksugga i landsmålsarkivet i Uppsala är från 1920-talet. De kommer från flera socknar kring Siljans södra del: Rättvik, Leksand, Djura, Gagnef och Ål. Där beskrivs Mörksuggan som ett väsen att skrämma barn med, när de vill ränna ute för länge på kvällarna.
Därefter dök figuren återkommande upp i olika gestaltningar i konstnären Verner Molins målningar.
1956 förevisade faluiten Birger Eriksson, länge annonschef på Dala-Demokraten, sin version av Mörksuggan. Hans utformning i trä har därefter präglat andra senare varianter.

### Senare historik
Mörksuggan har senare också kommit att användas som ett mer positivt inslag, för att skydda för mörkret och mörkrets makter. Personlighetsutvecklingen har kommit parallellt med en ökad användning av figuren som lokal eller regional symbol, och som souvenir. 1997 grundades Mörksuggejakten av IK Jarl Rättvik, som därmed startade en av de äldsta svenska långloppen på cykel. Sedan 1999 är den del av långloppscupen.
En lokalt producerad kortfilm om Mörksuggan presenterades 2012. Efter premiär på Wasa-bion i Rättvik lades den senare ut på Youtube.
2018 invigdes en rondellutsmyckning föreställande mörksugga i Avesta, i rondellen vid korsningen mellan Bergslagsgatan och Kyrkogatan. Mörksuggan står upphöjd på en kolonn och snurrar långsamt. Den är tillverkad på Janersgården i Gisselbo utanför Avesta, där Birger Erikssons yngre bror i övre femtio års tid ansvarat för produktionen av mörksuggor i olika format.
I den polske fantasyförfattaren Andrzej Sapkowskis böcker förekommer mörksuggan som en av de många monstertyper som Häxkarlen Geralt jagar.  I texterna framställs mörksuggan som människoätande monster som bor i träskmarker och vid sjöar.